# Ellobiusini
Ellobiusini — триба щурових (Arvicolinae), що складається з двох родів: Ellobius і Bramus. Усі збережені таксони цієї триби раніше входили до роду Ellobius. Ці види відрізняються від більшості інших щурових (Arvicolinae) тим, що вони мають високу рийність. Таксон "Ellobiusini" може бути зайнятий трибою равликів із родини Ellobiidae.